# Монтерози
Монтерози (итал. Monterosi) је насеље у Италији у округу Витербо, региону Лацио.
Према процени из 2011. у насељу је живело 2554 становника. Насеље се налази на надморској висини од 278 м.

## Становништво
Према резултатима пописа становништва 2011. у општини је живело 3.868 становника.
| 1931. | 1936. | 1951. | 1961. | 1971. | 1981. | 1991. | 2001. | 2011. |
| ----- | ----- | ----- | ----- | ----- | ----- | ----- | ----- | ----- |
| 876   | 868   | 979   | 986   | 1.009 | 1.324 | 1.751 | 2.381 | 3.868 |